# Rainbow Islands: Towering Adventure!
Rainbow Islands: Towering Adventure! es un videojuego de acción y plataformas de la compañía Taito publicado en 2009. Es la última entrega de la subserie Rainbow Islands, perteneciente a la franquicia Bubble Bobble. El juego fue lanzado en Japón el 3 de marzo de 2009, en las regiones PAL el 8 de mayo de 2009 y en Norteamérica el 15 de junio de 2009. La versión de Xbox Live Arcade fue lanzada el 28 de octubre de 2009.